# Закритоміхурні риби
Закритоміхурні риби (лат. Physolisti) - кісткові риби, що мають замкнутий плавальний міхур без повітряного каналу (лат. ductus pneumaticus) і цим протиставляються відкритоміхурним рибам.